# 四国銀行
株式会社四国銀行（しこくぎんこう、英: The Shikoku Bank, Ltd.）は、高知県高知市に本店を置く地方銀行。地元では「四銀」（しぎん）の愛称で知られる。

## 概要
高知県や県内の主要地域（高知市・土佐市・須崎市・香美市・香南市・安芸市・室戸市・宿毛市・四万十市）などの指定金融機関であり、県下では最大の金融機関である。
現在使用している行章は1947年（昭和22年）に社内公募で決定したもので、四を「コ」と「ク」を図案化したもので囲っている。四国の金融機関内でのリーダーシップを担えるようとの意味が込められている。

## 沿革
- 1878年（明治11年）
  - 10月28日 - 土佐郡下知村農人町38番邸に第三十七国立銀行設立。
  - 11月 - 第百二十七国立銀行設立。
- 1896年（明治29年）
  - 2月7日 - 第三十七国立銀行、高知第三十七国立銀行に社名変更。
  - 9月26日 - 高知第三十七国立銀行が第百二十七国立銀行を合併（資本金40万円）。
- 1897年（明治30年）
  - 3月1日 - 国立銀行営業満期前特別処分法（明治29年法律第11号）により株式会社高知銀行（現在の高知銀行とは無関係）として営業を継続（資本金80万円）。
  - 4月10日 - 本店を高知市農人町16番邸に移転。
- 1899年（明治32年）3月23日 - 本店を高知市浦戸町208番邸に移転。
- 1910年（明治43年）3月 - 株式会社土佐銀行に代わり高知市金庫取扱開始。
- 1914年（大正3年）9月1日 - 本店を高知市紺屋町46番地に移転。
- 1915年（大正4年）3月 - 土佐農工銀行に代わり高知県金庫取扱開始。
- 1917年（大正6年）5月7日 - 本店を高知市浦戸町150番地に移転。
- 1919年（大正8年）2月1日 - 株式会社土佐貯金銀行を合併（資本金300万円）。
- 1923年（大正12年）11月1日 - 株式会社土佐銀行を合併（資本金1080万円）。株式会社四国銀行に商号変更。
- 1926年（大正15年）6月1日 - 株式会社関西銀行（戦後の同名行とは無関係）を合併（資本金1200万円）。関西銀行本店を徳島支店とするほか、徳島県内21店舗を継承。
- 1930年（昭和5年）3月1日 - 株式会社高陽銀行を合併（資本金1229万5千円）。
- 1936年（昭和11年）8月1日 - 高知市の町名変更により本店所在地が高知市南播磨屋町71番地となる。
- 1944年（昭和19年）9月 - 株式会社土豫銀行を買収。
- 1945年（昭和20年）
  - 4月24日 - 株式会社土佐貯蓄銀行を合併（資本金1275万円）。
  - 7月 - 空襲により本店を焼失。上町支店で仮営業。（その後高知商工会議所で仮営業の後、高知市南播磨屋町73番地2の旧土佐貯蓄銀行本店跡で1963年（昭和38年）まで営業）
- 1950年（昭和25年）2月 - 高知信用組合の営業譲受。
- 1952年（昭和27年）9月 - 総預金100億円を達成。
- 1959年（昭和34年）10月 - 外貨両替開始。
- 1960年（昭和35年）
  - 6月 - 乙種外国為替銀行業務開始。
  - 10月 - 東京支店開設。
- 1963年（昭和38年）5月1日 - 本店竣工。再び現在地に移転。
- 1971年（昭和46年）10月 - 電子計算機稼働。
- 1973年（昭和48年）4月 - 東京・大阪証券取引所第2部上場。
- 1974年（昭和49年）
  - 2月 - 東京・大阪証券取引所第1部に指定替え。
  - 4月 - オンラインスタート。
- 1975年（昭和50年）9月 - 総預金5000億円達成。
- 1977年（昭和52年）1月 - 海外コルレス業務開始。
- 1982年（昭和57年）
  - 8月 - 海外コルレス包括承認銀行となる。
  - 9月 - 総預金1兆円達成。
- 1984年（昭和59年）10月 - 新資本金84億円
- 1985年（昭和60年）6月 - ディーリング業務開始。
- 1986年（昭和61年）8月 - CD地域提携開始（高知ネットサービス）。
- 1988年（昭和63年）6月 - 徳島本部設置。
- 1989年（平成元年）12月22日 - 資本金を150億円に増資。
- 1990年（平成2年）
  - 1月 - 第3次オンラインシステム稼働。
  - 12月 - サンデーバンキング開始。
- 1994年（平成6年）
  - 1月 - 信託代理店業務開始。
  - 11月 - 総預金1兆円達成。
- 1995年（平成7年）
  - 4月 - 信託業務開始。
  - 12月27日 - 資本金を250億円に増資。
- 1997年（平成9年）6月 - 南国事務センター竣工。
- 1998年（平成10年）12月 - 証券投資信託窓口販売開始。
- 2001年（平成13年）
  - 4月 - 損害保険窓口販売開始。
  - 5月 - ATM宝くじサービス（数字選択方式）開始。
  - 10月 - ローンプラザ日曜営業開始。
- 2002年（平成14年）10月 - 生命保険窓口販売開始。
- 2008年（平成20年）
  - 10月 - イーネット・ローソン・エイティエム・ネットワークスの2社との提携によるコンビニATMサービスを開始。
  - 11月 - 同行と、阿波銀行・百十四銀行・伊予銀行とのATM相互出金無料提携を開始。
- 2011年（平成23年）1月4日 - 勘定系システムをNTTデータ地銀共同センターに移行。
- 2013年（平成25年）11月18日 - インターネット支店「龍馬支店」を開設。
- 2014年（平成26年）3月 - みずほ銀行、農林漁業成長産業化支援機構などと共に、「しぎん6次産業化応援ファンド」を設立[PR 1][2]。
- 2015年（平成27年）10月8日 - 地域経済活性化支援機構と高知県と地域の観光振興を目的にした連携協定を締結[3]。
- 2016年（平成28年）11月11日 - 百十四銀行、阿波銀行、伊予銀行と共に地方創生の推進に向けた包括提携「四国アライアンス」を締結[4][5]。
- 2022年（令和4年）10月17日 - 「スマホ ATM」サービス開始[6]。

## 関係会社

### 連結子会社
- 四銀代理店株式会社
- 四国保証サービス株式会社
- 四銀コンピューターサービス株式会社
- 株式会社四銀地域経済研究所

### 持分法適用関連会社
- 四銀総合リース株式会社 [PR 2]

### 出資会社
- 四国アライアンスキャピタル

## 店舗

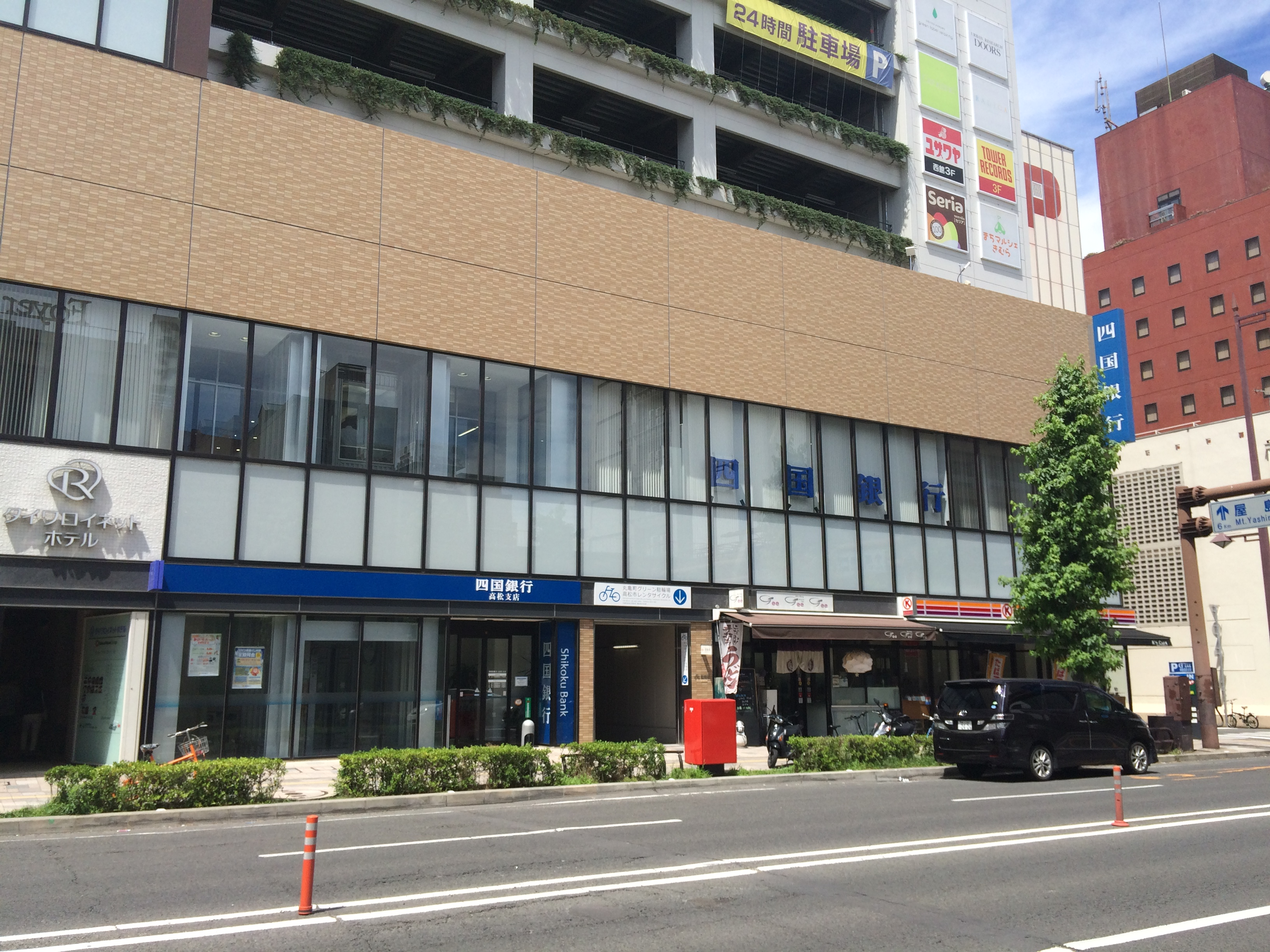
高松支店（高松市丸亀町）

地盤である高知県以外では合併銀行の流れ（沿革参照）から徳島県における店舗が多く、徳島市に置かれている徳島営業部を筆頭に23店舗が北部を中心に設置されているなど、「徳島県第3の銀行」としても機能している。その他の四国内では香川県7店舗、愛媛県6店舗が営業しており、四国内の（第一）地銀では各県で最も多い県外店舗を有している。
本州では東京、大阪、神戸、岡山、広島のほかに兵庫県尼崎市、大阪府守口市・寝屋川市、広島県大竹市にも店舗を展開している。また、大竹市には大竹支店・大竹市役所出張所の2店舗を有し、同市からは指定金融機関とされている。

## 情報処理システム

### 勘定系システム
従前は、IBMメインフレームによる独自構築の勘定系システムが稼働していたが、2011年（平成23年）1月4日、NTTデータ地銀共同センターへ移行した。

## 店舗外サービス
2008年10月17日にイーネットとローソンATMとの提携を開始した。
県内では、スリーエフ（現在はローソンに統合）とファミリーマートにおいてはイーネットが、ローソンにおいてローソンATM（既存設置分を含む）が、それぞれ設置された。

### 四国内地銀ATM相互出金無料提携
2008年11月12日に、四国銀行と阿波銀行（徳島県徳島市）・百十四銀行（香川県高松市）・伊予銀行（愛媛県松山市）とのATM相互出金無料提携を開始した。これにより、4行の顧客が該当各行のATMを利用する場合、平日日中の時間帯による出金については手数料は徴収されない。

## イメージキャラクター
高知県出身のタレントである島崎和歌子がアイドル時代の1990年から現在に至るまで四半世紀以上にわたって四国銀行のイメージキャラクターを務め、CMにも出演する。

## 至宝
四国銀行の前身である第三十七国立銀行において、お札の厳正な取扱いを遵守すべく、三浦頭取以下全従業員23人が、連署して血判を押した誓約書が残されている。この誓約書は、四国銀行の至宝として伝えられている。誓約書の内容は、取引に不正があった場合は私財で弁償し、さらに切腹するというものである。

#### 一次資料または記事主題の関係者による情報源
1. ↑  “「しぎん6次産業化応援ファンド」の設立”.   四国銀行 (2014年2月25日). 2014年4月19日時点のオリジナルよりアーカイブ。2014年4月17日閲覧。
2. ↑  “グループ会社のご案内”.   四国銀行. 2017年7月26日閲覧。
3. ↑  “新システム運用開始のお知らせ”.   四国銀行 (2011年1月4日). 2014年4月19日時点のオリジナルよりアーカイブ。2014年4月17日閲覧。
4. ↑  『「四国銀行カードローン４’S」の取扱開始について』（プレスリリース）四国銀行、2015年9月1日。オリジナルの2015年9月14日時点におけるアーカイブ。2016年11月16日閲覧。